# Livermore (Iowa)
Livermore es una ciudad ubicada en el condado de Humboldt, Iowa, Estados Unidos. Tiene una población estimada, a mediados de 2021, de 385 habitantes.

## Geografía
La localidad está ubicada en las coordenadas 42°52′5″N 94°11′3″O / 42.86806, -94.18417. Según la Oficina del Censo de los Estados Unidos, tiene una superficie total de 1.78 km², correspondientes en su totalidad a tierra firme.

## Demografía
Según el censo de 2020, en ese momento había 381 personas residiendo en la localidad. La densidad de población era de 214.04 hab./km². El 90.3% de los habitantes eran blancos, el 0.5% eran afroamericanos, el 0.3% era asiático, el 1.6% eran isleños del Pacífico, el 1.0% eran de otras razas y el 6.3% eran de una mezcla de razas. Del total de la población, el 3.1% eran hispanos o latinos de cualquier raza.